# Karl XI:s husesynsordning
Karl XI:s husesynsordning var en lag för husesyn av skattejord, kronojord och frälsejord, som ägaren med laga och dömande kraft hade att utföra mot den som brukade dennes mark. Ordningen undertecknades i Stockholm den 18 juli 1681 av Karl XI, och infördes i 1734 års lag.

## Bakgrund
Husesyner var från medeltiden rättsliga åtgärder som jordägare hade att utföra på sina ägor när ägorna brukades av någon annan eller när en brukare skulle tillträda efter en annan. Den som brukade någon annans egendom, av vilket slag det än var och av vilken jordnatur det än handlade om, var i lag förpliktigad att se till att egendomen sköttes. Hur egendomen skulle förvaltas bestämdes alltså gemenligen av staten. Den som inte fullgjorde sådana plikter fick en varning, och om brukaren därefter inte åtgärdade bristerna fick den flytta därifrån.

## Innehåll
Ingressen till förordningen förklarar att trots att det redan finns liknande förordningar, har dessa försummats, vilket lett till att brukarna varit vårdslösa och sedan har hemman sått öde.
1. Den som ska tillträda hemman ska besikta det tillsammans med två nämndemän som vittnen. Synen ska gälla hägnet, humlegård, trädgård, kvarndammar, och annat som kan höra till hemmanet. Besiktningen ska nedtecknas och undertecknas. Den som övertar gården ska hålla gården i detta skick.
2. Om en landbo sköter godset får ingen fördriva denne därifrån under tiden kontraktet gäller.
3. Bönder och de som besitter krono- eller frälsejord, får bruka åkern, röja, anlägga humlegård, skogslöpa, avdika samt bygga laga hus.
4. Bonde och åbo får inte ha fler hus än den behöver. Laga hus är stuga med en kammare, vid behov gästestuga, visthus, sädes- och mjölbod, redskapshus, samt portlid och hemlighus. Olaga hus på sådan gård är badstuga och torkhus. Laga fägård är stall, fähus, foder- och fårhus, svinhus, och lador i antal som lämpar sig till gårdens storlek.
5. Stugor ska mäta 12 eller 14 alnar från knut till knut inklusive spis och ugn, ha nävertak, och ska inte ta mer än tre år att bygga.  Logar med två golv [ loftbod ], stall och nöthus får mäta 14 till 16 alnar och ta tre år att bygga. Andra byggnader får ta ett år att bygga. Vissa hemman behöver mindre hus.
6. Husesyn hålls vart tredje år där det finns åbor. Om åbon är vårdslös hålls husesyn varje år.
7. Underlåtelse till att uppföra behovsbyggnader straffas med böter.
8. Varje år ska tjugo alnar nytt tak läggas eller mer vid behov.
9. Om byggnad och underhåll av gärdsgård.
10. Varje år ska 40 alnar nytt dike grävas. Om det inte behövs ska de gamla dikena årligen underhållas.
11. Varje år ska 40 stänger humlegård läggas. Om landbonden inte har sådant husbehov, kan synemän besluta att han ska lägga 20 stänger.
12. Varje år ska bonden röja äng och åker om mark finns. En äng eller åker är ett spannland. Han får inte röja så mycket att han förminskar skog och mulbete.
13. Allmogen anmodas bygga sig ria för torkning av blöt säd.
14. Brobyggning, vägröjning och gästgiveri ska hållas enligt lag.
15. Om åbo byggt laga hus måste han underhålla dem. Vid röta ska han bötfällas.
16. Gärdsgården ska ha 30 stolpar med två alnar emellan.
17. Om hur handskas när en påkommen underlåtelse inte åtgärdats inom tre år.
18. Ingen får sälja husen på gården.
19. Landbon får inte sälja timmer, ved, långhalm etc utan jordägarens lov.
20. Svedjande är förbjudet, om det inte sker till röjande av äng eller mulbete samt med jordägarens tillåtelse. [jämför svedjefinnar ] I landskap som har bergsbruk behövs dock inte jordägarens medgivande.[jämför täkterätt]
21. En tomt är åkerns moder och får inte förminskas.
22. Varken fogden eller landsbon får överlåta marken till någon annan, eller ge tillåtelse av bruk av annans mark.
23. Fogdar får inte slå ihop två gods till ett.
24. Om hantering av gödselstack.
25. Husesynen inbegriper skogen. Landbon får inte hugga ek, asp, bok, hassel, oxel, hägg, enligt Skogsordningen.
26. Brofogdarna har tillsyn över tamsvin, och ska se till att de ringmärks.
27. Förfarandet om övergång till krononatur när skattehemman blir öde efter åbo, om ägaren eller någon med bördsrätt inte själv vill uppta godset.
28. Om bin.
29. Bonde som flyttar eller reser bort ska sätta lås och spjäll på dörrarna.
30. Om vargnät.
31. Om dagsverke på åker och äng.
32. Om byggnader på prästbolet.
33. Om häradsallmänningar.
34. Om vådeld och återuppbyggning.